# Melinda Gainsford-Taylor
Melinda Gainsford-Taylor (ur. 1 października 1971 w Narromine) – australijska sprinterka.
Startująca na dystansach 100 i 200 metrów. Rekordzistka Oceanii, na tych dystansach. Halowa mistrzyni świata w bieg na 200 metrów z 1995 roku. Brązowa medalistka (po dyskwalifikacji sztafety jamajskiej) mistrzostw świata w sztafecie 4 × 400 metrów. Oprócz tego, na dystansie 200 metrów zajęła 7. miejsce na mistrzostwach świata w Atenach, oraz 5. (po dyskwalifikacji Marion Jones) podczas igrzysk olimpijskich w Sydney, była także 4. (po dyskwalifikacji sztafety USA) w sztafecie 4 × 400 metrów. Medalistka Igrzysk Wspólnoty Narodów. Zakończyła karierę sportową w 2001 roku.

## Osiągnięcia sportowe

### Igrzyska olimpijskie
| Miejsce | Dzień       | Rok  | Miejscowość | Konkurencja        | Czas biegu  | Strata   | Zwycięzca              |
| ------- | ----------- | ---- | ----------- | ------------------ | ----------- | -------- | ---------------------- |
| 6.      | 8 sierpnia  | 1992 | Barcelona   | sztafeta 4 × 100 m | 43,77 s     | + 1,66 s | Stany Zjednoczone      |
| 5.      | 28 września | 2000 | Sydney      | bieg na 200 m      | 22,42 s     | + 0,15 s | Pauline Davis-Thompson |
| 4.      | 30 września | 2000 | Sydney      | sztafeta 4 × 400 m | 3:23,81 min | + 0,60 s | Jamajka                |

### Mistrzostwa świata
| Miejsce | Dzień       | Rok  | Miejscowość | Konkurencja        | Czas biegu  | Strata   | Zwycięzca               |
| ------- | ----------- | ---- | ----------- | ------------------ | ----------- | -------- | ----------------------- |
| 3.      | 13 sierpnia | 1995 | Göteborg    | sztafeta 4 × 400 m | 3:25,88 min | + 3,49 s | Stany Zjednoczone       |
| 7.      | 8 sierpnia  | 1997 | Ateny       | bieg na 200 m      | 22,73 s     | + 0,41 s | Żanna Pintusewicz-Block |

### Igrzyska Wspólnoty Narodów
| Miejsce | Dzień       | Rok  | Miejscowość | Konkurencja        | Czas biegu | Strata   | Zwycięzca            |
| ------- | ----------- | ---- | ----------- | ------------------ | ---------- | -------- | -------------------- |
| 4.      | 24 sierpnia | 1994 | Victoria    | bieg na 100 m      | 11,31 s    | + 0,25 s | Mary Onyali-Omagbemi |
| 3.      | 26 sierpnia | 1994 | Victoria    | bieg na 200 m      | 22,68 s    | + 0,43 s | Cathy Freeman        |
| 2.      | 27 sierpnia | 1994 | Victoria    | sztafeta 4 × 100 m | 43,43 s    | + 0,44 s | Nigeria              |

## Rekordy życiowe
- bieg na 100 metrów – 11,12 (1994), do 2014 roku rekord Australii i Oceanii
- bieg na 200 metrów – 22,23 (1997), rekord Australii i Oceanii
- bieg na 400 metrów – 51,73 (2000)
- sztafeta 4 × 100 metrów – 42,99 (2000), rekord Australii i Oceanii
- sztafeta 4 × 400 metrów – 3:23,81 (2000), rekord Australii i Oceanii
- bieg na 60 metrów (hala) – 7,36 (1993)
- bieg na 200 metrów (hala) – 22,64 (1995), rekord Australii i Oceanii